# The Shadows
The Shadows, у преводу са енглеског Сенке, је бивши британски инструментални рок састав. Основан је под називом  The Drifters 1958. године као пратећа група британском певачу Клифу Ричард, а са новим именом наступају од наредне године. 
The Shadows су имали изузетан утицај на развој популарне музике двадесетог века, на бројне славне музичаре као што су Ерик Клептон, Брајан Меј, Марк Нопфлер, Дејвид Гилмор, Тони Ајоми, али и на југословенску рок сцену. На четвртом су месту најпродаванијих музичара у Уједињеном Краљевству, иза Битлса, Елвиса Преслија и Клифа Риџарда.
Издали су укупно 40 студијских албума.  Њихов сингл “Apache” представља један од најпознатијих и најутицајнијих рок инструментала. Састав The Shadows је представљао Уједињено Краљевство на Песми Евровизије 1975. у Стокхолму с песмом “Let Me Be the One”, где су заузели друго место.

## Дискографија

### Албуми
- 1961.
- 1962.
- 1963.
- 1964.
- 1965.
- 1965.
- 1966.
- 1967.
- 1967.
- 1968.  са Клифом Ричардом
- 1970.
- 1973.
- 1975.
- 1975.
- 1977.
- 1977.
- 1979.
- 1980.
- 1980.
- 1981.
- 1982.
- 1983.
- 1984.
- 1986.
- 1987.
- 1989.
- 1989.
- 1990.
- 1993.
- 1994.
- 1997.
- 1997.
- 1998.
- 2004.
- 2004.